# حسن جعفر مدن
حسن جعفر محمد أحمد مدن (ولد في 27 أكتوبر 1998 في المنامة، البحرين) لاعب كرة قدم بحريني يجيد اللعب في مركز الوسط المحوري. يلعب حاليا لصالح الأهلي البحريني منذ 2022.